# No. 1 Record
Az 1972-e No. 1 Record a Big Star nagylemeze. Megjelenésekor csekély kereskedelmi sikerre tett szert, mára azonban nagyobb érdeklődést vonzott magához (a Rolling Stone Minden idők 500 legjobb albuma listáján a 438.). A Thirteen című dal a 396. a Minden idők 500 legjobb dala listán. Szerepel az 1001 lemez, amit hallanod kell, mielőtt meghalsz című könyvben.
Ez az egyetlen album, melyen Chris Bell alapító tag szerepel. 1992-ben a Fantasy Records az albumot a Radio City-vel együtt egy CD-n jelentette meg az In the Street és az O My soul bónuszdalokkal.

## Az album dalai
| 1. | Feel                   | Chris Bell, Alex Chilton | 3:34 |
| 2. | The Ballad of El Goodo | Chris Bell, Alex Chilton | 4:21 |
| 3. | In the Street          | Chris Bell, Alex Chilton | 2:55 |
| 4. | Thirteen               | Chris Bell, Alex Chilton | 2:34 |
| 5. | Don't Lie to Me        | Chris Bell, Alex Chilton | 3:07 |
| 6. | The India Song         | Andy Hummell             | 2:20 |

| 1. | When My Baby's Beside Me | Chris Bell, Alex Chilton | 3:22 |
| 2. | My Life Is Right         | Chris Bell, Eubanks      | 3:07 |
| 3. | Give Me Another Chance   | Chris Bell, Alex Chilton | 3:26 |
| 4. | Try Again                | Chris Bell, Alex Chilton | 3:31 |
| 5. | Watch the Sunrise        | Chris Bell, Alex Chilton | 3:45 |
| 6. | ST 100/6                 | Chris Bell, Alex Chilton | 1:01 |

## Közreműködők

### Big Star
- Chris Bell – gitár, ének
- Alex Chilton – gitár, ének
- Andy Hummel – basszusgitár
- Jody Stephens – dob

### További zenészek
- Terry Manning – elektromos zongora